# Jean-Claude Malbet
Jean-Claude Malbet, né le 28 août 1937 à Larressingle et mort le 10 juillet 2021 à Bayonne,, est un joueur français de rugby à XV, qui a joué avec l'équipe de France et le SU Agen au poste de talonneur.

## Biographie
Formé au SA Condom avec lequel il devient champion de France de troisième division en 1960‌, Jean-Claude Malbet intègre le SU Agen avec qui il remporte à trois reprises le Bouclier de Brennus. Il est le père de Christophe Malbet, talonneur également, et qui joua dans les années 1980 au SU Agen.

## Carrière de joueur

### En club
- Jusqu'en 1960 : SA Condom
- 1960-1969 : SU Agen
- 1969-1972 : AS Fleurance

### En équipe nationale
Il a disputé son premier test match le 22 juillet 1967 contre l'équipe d'Afrique du Sud, et le dernier contre cette même équipe le 12 août 1967. Ces matchs ont été disputés à l’occasion d’une tournée de l’équipe de France.

## Palmarès

### En club

#### Avec le SA Condom
- Championnat de France de troisième division :
  - Champion (1) : 1960

#### Avec le SU Agen
- Championnat de France de première division :
  - Champion (3) : 1962, 1965 et 1966
- Challenge Yves du Manoir :
  - Vainqueur (1) : 1963
  - Finaliste (1) : 1970

### En équipe nationale
- Sélection en équipe nationale : 2